# Drużynowe mistrzostwa świata w brydżu sportowym
Drużynowe mistrzostwa świata w brydżu sportowym – mistrzostwa świata w brydżu sportowym, organizowane co 2 lata przez Światową Federację Brydżową (WBF).
W aktualnej wersji jest to połączenie zawodów narodowych (Bermuda Bowl, Venice Cup, d’Orsi Senior Trophy) oraz mistrzostw świata teamów open transnational.
Najpierw rozgrywane są (równocześnie) zawody narodowe:
- Drużynowe mistrzostwa świata open w brydżu sportowym – Bermuda Bowl;
- Drużynowe mistrzostwa świata kobiet w brydżu sportowym – Venice Cup;
- Drużynowe mistrzostwa świata seniorów w brydżu sportowym – d’Orsi Senior Trophy.

W zawodach narodowych tych startować mogą po 22 drużyny, który uzyskują prawo gry w wyniku eliminacji w strefach. Z Europy startuje po 6 drużyn w każdej kategorii. W pierwszej fazie odbywają się mecze każdy z każdym, a do drugiej fazy, ćwierćfinałów, przechodzi osiem drużyn i rozpoczynają one rozgrywki metodą pucharową (przegrywający odpada).
W momencie gdy rozpoczyna się faza ćwierćfinałów zawodów narodowych rozpoczynają się mistrzostwa świata teamów open transnational. Startować w tych zawodach mogą zarówno uczestnicy zawodów narodowych, którzy nie zakwalifikowali się do fazy pucharowej (z dowolnej kategorii) jak i inne zgłoszone teamy.